# Сітрес-Спрінгс (Флорида)
Сітрес-Спрінгс (англ. Citrus Springs) — переписна місцевість (CDP) в США, в окрузі Цитрус штату Флорида. Населення — 10 246 осіб (2020).

## Географія
Сітрес-Спрінгс розташований за координатами 28°59′35″ пн. ш. 82°27′34″ зх. д. / 28.99306° пн. ш. 82.45944° зх. д. (28.993165, -82.459486).  За даними Бюро перепису населення США в 2010 році переписна місцевість мала площу 54,77 км², уся площа — суходіл.

## Демографія
Згідно з переписом 2010 року, у переписній місцевості мешкали 8622 особи в 3448 домогосподарствах у складі 2521 родини. Густота населення становила 157 осіб/км².  Було 4017 помешкань (73/км²).
Расовий склад населення:
| - 88,9 % — білих - 5,1 % — чорних або афроамериканців - 1,5 % — азіатів - 0,4 % — корінних американців - 1,6 % — осіб інших рас |

До двох чи більше рас належало 2,4 %. Частка іспаномовних становила 9,3 % від усіх жителів.
За віковим діапазоном населення розподілялося таким чином: 23,6 % — особи молодші 18 років, 54,2 % — особи у віці 18—64 років, 22,2 % — особи у віці 65 років та старші. Медіана віку мешканця становила 42,6 року. На 100 осіб жіночої статі у переписній місцевості припадало 92,1 чоловіків;  на 100 жінок у віці від 18 років та старших — 88,2 чоловіків також старших 18 років.
Середній дохід на одне домашнє господарство  становив 55 608 доларів США (медіана — 48 474), а середній дохід на одну сім'ю — 64 021 долар (медіана — 57 662). Медіана доходів становила 40 771 долар для чоловіків та 31 558 доларів для жінок. За межею бідності перебувало 13,3 % осіб, у тому числі 18,7 % дітей у віці до 18 років та 6,7 % осіб у віці 65 років та старших.
Цивільне працевлаштоване населення становило 3468 осіб. Основні галузі зайнятості: освіта, охорона здоров'я та соціальна допомога — 28,7 %, роздрібна торгівля — 15,8 %, мистецтво, розваги та відпочинок — 13,9 %.